# Hermann Knispel (Politiker)
Hermann Knispel (* 25. Dezember 1894; † 1. März 1986 in Nörten-Hardenberg) war ein deutscher Maurer und Politiker (NSDAP).
Knispel war Mühlenbesitzer, Maurer- und Zimmermeister in Dluggen. Er nahm als Frontkämpfer am Ersten Weltkrieg teil. 1919 bis 1930 war er Mitglied der DNVP und trat zum 1. November 1930 der NSDAP bei (Mitgliedsnummer 367.003). Er war erst Ortsgruppenleiter und dann Gaukommissar für die Kreise Lyck und Oletzko. Mit der Machtergreifung der Nationalsozialisten 1933 machte er Karriere. 1933 war er für den Kreis Lyck und die NSDAP Mitglied des letzten Provinziallandtags der Provinz Ostpreußen. 1933 bis 1939 war er Kreisleiter der NSDAP im Kreis Lyck. Im Januar 1935 wurde er vertretungsweise, im Mai 1936 kommissarisch und im Dezember 1936 definitiv Landrat im Kreis Lyck. Im Juni 1939 wurde er in den Wartestand versetzt und im Dezember 1942 erneut vertretungsweise zum Landrat im Kreis Lyck berufen.